# 恐怖の落し穴
『恐怖の落し穴』（きょうふのおとしあな、Deadfall）は、1968年に公開されたイギリスの映画。デズモンド・コリーの小説を原作としたネオ・ノワール作品である。監督はブライアン・フォーブス。主演はマイケル・ケイン。
日本では劇場未公開だが、テレビ放映された。

## キャスト
- ヘンリー・クラーク: マイケル・ケイン（吹替: 森川公也）
- フィー: ジョヴァンナ・ラッリ（英語版）
- モロー: エリック・ポートマン（英語版）
- 少女: ナネット・ニューマン（英語版）
- デルガド: ヴラデク・シェイバル（英語版）
- オーケストラ指揮者: ジョン・バリー
- ギター奏者: レナータ・タラーゴ（英語版）

※日本語吹替 - テレビ版・放送日1977年11月15日 千葉テレビ 20:00～22:00 他

## スタッフ
- 監督・脚本: ブライアン・フォーブス（英語版）
- 製作: ポール・モナシュ（英語版）
- 原作: デズモンド・コリー（英語版）
- 撮影: ジェリー・ターピン（英語版）
- 編集: ジョン・ジンプソン（英語版）
- 音楽: ジョン・バリー